# Tianqin
Le tianqin (chinois : 天琴 ; pinyin : Tiānqín) est un petit luth monocorde chinois, ressemblant à l'ektara indienne.
Il a 2 cordes de soie (ou nylon) qui suit un long manche en bois.
Il est principalement utilisé par la minorité zhuang qui peuple le Guangxi, et est proche du đàn tính vietnamien, utilisés par les Tàys et les Nungs, également proche, culturellement des Zhuang. 
En chinois, le nom de cet instrument est utilisé pour nommer la constellation de la lyre.

## Lutherie
Sa caisse de résonance est ronde et toute petite. Elle est recouverte d'une peau qui sert de table d'harmonie, où un petit chevalet vient se placer. Une seule cheville est placée sur le manche bâton sans frette.

## Jeu
Il sert d'accompagnement à la musique vocale.
Pièces de tianqin : 三月三九月九